# Devon (geološka doba)
| Devon (geološka doba) pred 419.2–419.2 milijoni let PreЄ Є O S D C P T J K Pg N |                                                                     |
| Srednja vrednost atmosferskega O 2 skozi obdobje | ok. 15 prost. % (75 % sedanje vrednosti)                            |
| Srednja vrednost atmosferskega CO 2 skozi obdobje | ok. 2200 ppm (8 krat pred industrijske vrednosti)                   |
| Srednja površinska temperatura skozi obsobje | ok. 20 °C (6 °C nad sedanjo vrednostjo)                             |
| Višina gladine (nad sedanjo) | Relativno stalna okoli 189 m, skozi obdobje počasi pada proti 120 m |
| Dogodki devona-420 —–-410 —–-400 —–-390 —–-380 —–-370 —–-360 —–P a l e o z o i kD e v o nSilurKarbonS p o d n j iS r e d n j iZ g r n j iLochkovijPragijEmsijEifelijGivetijFrasnijFamennij ←Rhynijev čert←Hangenbergjev dogodek←Kellwasserjev dogodek←Široko razširjeno grmovje & drevesa←Začne se severnoameriška poledenitev←Hunsrückova favna Ključni dogodki devona. Lestvica: pred milijoni let. |                                                                     |

Devón (tudi devonij) je geološka doba v paleozoiku, ki se je raztezala od konca silurja pred 416 milijoni let, do začetka karbona pred 359 milijoni let. Kot pri drugih geoloških dobah, so skalovja, ki označujejo začetek in konec dobe, dobro opredeljena, vendar se natančno obdobje lahko razlikuje za 5-15 milijonov let.

## Poimenovanje dobe
Doba je dobila ime po pokrajini Devonshire, kjer so jo prvič opisali. Kasneje so našli njene oblike mnogo bolj izražene v Moskovskem bazenu. V tem času se je dvignilo mogočno Kaledonsko gorstvo priključilo se je severnoatlantskemu kopnu in ga močno povečalo. Istočasno so se dvignili iz morja Severna, Srednja in Južna Evropa in so tudi obstale. Veliko devonskih usedlin imamo v Sloveniji v Karavankah, na Balkanu pa v Bosni, Srbiji, Makedoniji in okoli Bospora.

## Rastlinstvo v Devonu
Iz fosilnih ostankov se pokaže da je v tej dobi prevladovala ves čas mila klima, ki je omogočila rast drevesastih praprotnic, katere so dosegale višino do 10m. Močno so bili razširjeni tudi Psilofiti in alge, zlasti rjave - Fucoidae.

## Živalstvo v Devonu
V Devonu so prišle prve živali iz sladke vode na kopno, to so bile prve dvoživke, potomci resoplavutaric, ki so skupaj s pljučaricami živele v sladkih vodah. Proti koncu Devona so se pojavile tudi hrustančnice. Med ribami je zanimiva oklepnica Pterichthys-(riba s perutmi) in razne vrste ostvarji, veleraki, ki so izumirali in ramenonožci- najpomembnejši Spirifer ter glavonožci- Goniatiti ti so predniki Amonitov. 
Vse prve ribe so iz tega obdobja.